# 3238 Timresovia
3238 Timresovia је астероид главног астероидног појаса са средњом удаљеношћу од Сунца која износи 2,667 астрономских јединица (АЈ).
Апсолутна магнитуда астероида је 13,4.